# 林博之
林 博之（はやし ひろゆき、1954年 - ）は、東京都出身の元アマチュア野球選手（投手）。

## 経歴
拓殖大学第一高校では、エースとして1972年夏の甲子園都予選準々決勝に進み、修徳高を引き分け再試合で降す。準決勝でも日大桜丘高の仲根正広と延長18回の投手戦の末に引き分け、しかし再試合では大敗を喫した。
中央大学に進学。当時のエースは1年上の田村政雄であり、東都大学野球リーグでは2年生までに2回の優勝を経験。しかしその後は駒大、東洋大に抑えられ優勝には届かなかった。1976年の日米大学野球選手権日本代表に選出され5試合に登板する。大学同期に外野手の岡村隆則がいた。
卒業後は熊谷組に入社。久保田美郎、小林秀一らと強力投手陣を形成する。1977年の都市対抗は準々決勝で日本生命を完封。決勝でも先発し神戸製鋼の増岡義教（三菱重工神戸から補強）と投げ合うが0-3で敗れる。この大会では若獅子賞を獲得した。1979年の都市対抗でも中尾孝義（プリンスホテルから補強）とバッテリーを組み、決勝に進み先発。三菱重工広島の大町定夫（新日鐵光から補強）と投げ合うが敗退した。この大会では優秀選手賞を獲得。その後も投手陣の主軸として活躍し、1985年に引退。